# キチジョウソウ
キチジョウソウ（吉祥草、学名：Reineckea carnea）はスズラン亜科の常緑多年草。日本国内では関東から九州、また中国の林内に自生し、栽培されることもある。
家に植えておいて花が咲くと縁起がよいといわれるので、吉祥草の名がある。

## 特徴
地下茎が長くのびて広がり、細長い葉が根元から出る。

花は秋に咲く。根元にヤブランにやや似た穂状花序を出し、下部は両性花、上部は雌蕊のない雄花が混じり、茎は紫色。花は白い花被が基部で合生し筒状となり、先は6裂して反り返り、6本の雄蕊が突き出る。

果実は赤紫色の液果。